# Galanan Erilich
Pour les articles homonymes, voir Galan.
Galanan Erilich (en anglais : Galan of the Picts) fut un roi des Pictes vers 514 à 526.

D'après la liste des rois des Pictes des Chroniques Pictes, il a régné quinze ans, entre le roi Drust Gurthinmoch, et les rois Drust mac Girom et Drust mac Uudrost.